# Adjanhonmè
Adjanhonmè est un arrondissement du département des Couffo au Bénin.

## Géographie
Adjanhonmè est une division administrative sous la juridiction de la commune Glazoué,.

## Démographie
Selon le recensement de la population effectué par l'Institut National de la Statistique Bénin en 2013, Adjanhonmè compte 23 368 habitants pour une population masculine de 10 765 contre 12 603 femmes pour un ménage de 4 671[pas clair].